# Letteratura elettronica
La letteratura elettronica, anche conosciuta come letteratura digitale, e-Literature o eLiterature, è un particolare fenomeno intersettoriale, ascrivibile a diversi ambiti, in primo luogo letterario, che tramite l'uso di innovative metodologie creative e dei mezzi offerti dall'evoluzione tecnologica, ivi incluso il computer, il web e le TIC (tecnologie dell'informazione e della comunicazione), produce lavori letterari innovativi.

## Definizioni
Con il suo lavoro di ricerca sulla eLiterature, Fabio De Vivo attraverso la realizzazione di interviste personaggi direttamente attivi nell'ambito della Letteratura Elettronica e attraverso la diffusione di un questionario multilingua ha raccolto, e tuttora continua a raccogliere dati qualitativi e quantitativi sulla eLiterature e, tra questi, i diversi punti di vista su come il concetto di eLiterature è percepito da coloro - scrittori, studiosi, critici o semplici interessati - che si trovano ad operare direttamente in quest'ambito. Tra le varie definizioni raccolte eccone una breve selezione:
- «I would say that Digital literature is that specific kind of literature that is born within digital media and only can be consumed in these media, in this specific medium because it means that this literature explores the creative possibilities of the medium.» -- [L.B., Spain]
- «Works with traditional literary merit created in new electronic or trans medial form(s).» -- [M. M., Ireland]
- «A wide and various ambit of experimentation and production which conjugates writing and electronic media.» -- [C.D., Italy]
- «Literature that is produced using new media and presented using a new media format.» -- [M. T. Ireland]
- «La letteratura elettronica è una nuova forma di letteratura nata nel web, quasi un nuovo genere. comprende letteratura interattiva, ergodica, ipertestuale, poesia elettronica e romanzi collettivi.» -- [D.G., Switzerland]
- «Literature that uses functions permitted by electronics (e.g., images, links, sound, animation, GIS locations) in a way fundamental to the meaning of the work.» -- [D. L., USA]
- «eLiteratura es toda la literatura que tiene el auxilio/recurso informático en su produción, siendo que de su produto hace parte el proprio lenguaje de la informática (algoritmos) + lenguaje de la literatura (signo verbal). Podemos distinguir entre dós grandes grupos del punto de vista del proceso de produción en lo que dice respecto a la ecologia de una obra de ciberliteratura: Hiperedición (normalmente la forma de las obras respectará el sistema tradicional, pero la obra en cuestión es presentada en suporte electrónico y/o digital); Hiperescrita (aqui es dónde hay verdaderamente la participación del lenguaje informático en el proceso de hacer (poesis) de la obra.» -- [B.S., Portugal]
- «My personal working definition is: Creative digital works, that employ some form of language, text or narrative or poetic communication, where the use of computers, whether networked or stand-alone, is integral to both the creation and reception of the work.» -- [C.W., UK]
- «Ipotesi di letteratura non lineare e sperimentazioni linguistiche con applicazioni virtuali (hypertext...)» -- [J. M. R., Switzerland]
- «That literature that fully engages with digital means...» -- [F. B., Portugal]
- «Una forma di letteratura che utilizza, come elemento essenziale dell'opera, una o più proprietà specifiche del medium digitale.» -- [R. G., Italy]
- «È una forma di Scrittura Mutante» -- [F. P., Italy]

Da questa panoramica di definizioni raccolte da persone attive nell'ambito della Letteratura Elettronica e di diverse nazionalità appare chiaro come esistono diversi punti di vista sull'argomento che, comunque, risulta troppo vasto e omnicomprensivo e ciò rendere difficile una definizione che calzi per tutte le sue forme espressive. A supporto di quanto detto N. Katherine Hayles nel suo saggio Electronic Literature: what is it?  insieme alla Electronic Literature Organization, attualmente diretta da Leonardo Flores (2019), sono arrivati alla seguente definizione di Electronic Literature:
- «Electronic literature, generally considered to exclude print literature that has been digitized, is by contrast "digital born," a first-generation digital object created on a computer and (usually) meant to be read on a computer. The Electronic Literature Organization, whose mission is to "promote the writing, publishing, and reading of literature in electronic media," convened a committee headed by Noah Wardrip-Fruin, himself a creator and critic of electronic literature, to come up with a definition appropriate to this new field. The committee's choice was framed to include both work performed in digital media and work created on a computer but published in print (as, for example, was Brian Kim Stefans's computer-generated poem "Stops and Rebels"). The committee's formulation: "work with an important literary aspect that takes advantage of the capabilities and contexts provided by the stand-alone or networked computer."»

## Classificazione
La Letteratura Elettronica, oltre ad essere intersettoriale e pluri-definibile, raccoglie in sé diverse forme, a volte anche molto distanti l'una dall'altra, da rendere ostica anche una generica classificazione. Nel suo sito ufficiale, la ELO ha provveduto a dare una generale schematizzazione di quelle che possono essere considerate le principali forme di Electronic Literature:
- Hypertext fiction and poetry, on and off the Web
- Kinetic poetry presented in Flash and using other platforms
- Computer art installations which ask viewers to read them or otherwise have literary aspects
- Conversational characters, also known as chatterbots
- Interactive fiction
- Novels that take the form of emails, SMS messages, or blogs
- Poems and stories that are generated by computers, either interactively or based on parameters given at the beginning
- Collaborative writing projects that allow readers to contribute to the text of a work
- Literary performances online that develop new ways of writing.

Tale classificazione se pur utile e autorevole non risulta del tutto esaustiva e in alcuni punti approssimativa, in particolar modo per ciò che concerne la Poesia Elettronica, o ePoetry. In quest'ambito, infatti, sono ascrivibili non solo il genere della Poesia Ipertestuale (Hypertext Poetry), ma anche altre forme di ePoetry, piuttosto differenti l'una dall'altra, come ci spiega Caterina Davinio, pioniere del genere a livello internazionale, nella sua intervista con Fabio De Vivo . Nella ePoetry infatti si possono distinguere almeno tre macro-insiemi quali la “Computer Poetry” la “Videopoesia” e la “Net-Poetry”.
Inoltre, alcune contraddizioni si presentano nel momento in cui si scorrono le varie catalogazioni individuabili nei testi critici, in particolar modo per forme quali il “cyber testo”, i “chatterbots” e la “MUVELiterature”. Nel primo caso, leggendo Cybertext. Perspectives on Ergodic Literature, Aarseth non cataloga il “cyber testo” tra le forme di Electronic Literature, mentre i “Chatterbots” vengono catalogati dalla ELO come eLiterature, nonostante questa seconda forma e la prima risultino essere molto affini, in particolar modo nelle dinamiche di produzione. Il terzo caso, infine, sembra che non sia ancora stato preso in considerazione dalla critica ufficiale, anche se la cifra distintiva delle narrazioni che avvengono negli ambienti MUVE (Multi-User Virtual Environment) sembrano avvicinarsi molto al concetto di Narrativa Interattiva (Interactive Fiction).

## Diffusione
Se ci si sofferma sulla quantità e qualità di opere disponibili e ascrivibili alla Letteratura Elettronica e ci si sofferma ad analizzare il lavoro di diffusione operato da editori quali Eastgate Systems, la Narrativa Ipertestuale risulta essere la forma più diffusa e praticata. Eastgate Systems con Mark Bernstein e la ELO con Joseph Tabbi, operano un forte stimolo alla raccolta e diffusione di opere di questo tipo, in particolar modo in America. Uno dei pionieri di questo genere letterario è infatti l'americano Michael Joyce. Il suo Afternoon, a story (1987) è infatti il primo ipertesto narrativo che ha assunto una seria valenza letteraria che, congiuntamente all'acclamato Patchwork Girl (1995), della scrittrice statunitense di narrativa ipertestuale Shelley Jackson, risulta essere uno dei capolavori di questo genere letterario. Ma non sono solo le fonti primarie ad evidenziare la fortuna di questo genere, anche il lavoro critico e di ricerca che ruota intorno alla Narrativa Ipertestuale è infatti serio ed esteso. Anche in Italia ci sono state alcune sperimentazioni del genere, Filippo Rosso con s000t000d è uno di questi giovani esempi. Il panorama italiano, comunque, sembra per lo più proteso verso la ePoetry, ciò probabilmente dovuto al fatto che tale forma espressiva ha le sue radici proprio in Italia. A testimonianza c'è l'opera più che ventennale di Caterina Davinio che ha anche il merito di aver fatto approdare la ePoetry, in vari e cangianti forme, alla Biennale di Venezia. Il mercato degli ebook ha portato nuovi lavori di letteratura elettronica italiana. Tra questi sono da ricordare le collane di Quintadicopertina (2010) con diversi testi di hypertext fiction e il testo di electronic poetry Poesie Elettroniche (2016) di Fabrizio Venerandi, menzione speciale premio Möbius nel 2018.
Il 20 - 21 gennaio 2011 a Napoli si è tenuto il Convegno Officina di Letteratura Elettronica organizzato dalla OLE. All'evento hanno partecipano: Prof. Derrick de Kerckhove, Prof. Loss Paqueno Glazier, Prof. John Cayley, Artista Mohsen Emadi, Prof. Alessandro Zinna, Dear Patricia Tomaszek, Prof. Janez Strehovec, Prof. Scott Rettberg, Prof. Raffaele Pinto, Artista Ottar Ormstad, Prof. Maria Mencia, Dr. Markku Eskelinen, Dear Talan Memmott, Prof. Serge Bouchardon, Prof. Philippe Bootz, Prof. Maria Engberg, Prof. Simon Biggs, Prof. Jerome Fletcher, Prof. Matteo D'Ambrosio, Prof. Pedro Barbosa, Prof. Laura Borras, Prof. Raine Koskima, Prof. Asun Lopez-Varela, Prof.Alexandra Saemmer, Prof. Rui Torres, Dear J.R. Carpenter, Prof. Jason Nelson, Prof. Matteo D'Ambrosio, Artista Lello Masucci, Prof. Giovanna Di Rosario, Prof. Fabio De Vivo, Prof. Celestino Soddu, Artista Caterina Davinio, Artista Tommaso Tozzi, Prof. Paolo Granata, Prof. Mario Franco, Prof. Lorenza Colicigno, Prof. Luigi Frezza, Artista Agata Chiusano.